# Lucia Votano
Lucia Votàno (Villa San Giovanni, 1947) è una fisica italiana, attiva nel campo della fisica astroparticellare, coautrice di 290 articoli pubblicati su riviste scientifiche.

## Biografia
Si diploma nel 1965 al Liceo classico Tommaso Campanella di Reggio Calabria e si laurea con lode in fisica generale all'Università La Sapienza di Roma nel 1971.
Nel 1975 diventa ricercatrice dell'ENEA, nel 1976 entra all'INFN come ricercatrice e nel 1981 ne diventa primo ricercatore. Nel 1987 diventa responsabile del Servizio Informazione Scientifica dei laboratori nazionali di Frascati e nel 1999 ricopre per due mandati l'incarico di Direttore della Divisione Ricerca dei Laboratori Nazionali di Frascati.
Nel 2009 il Consiglio direttivo dell''INFN la elegge Direttore del Laboratorio Nazionale del Gran Sasso (LNGS) dell'Istituto Nazionale di Fisica Nucleare (INFN), prima donna a ricoprire tale ruolo, e resta in carica fino al  2012, quando le succede Stefano Ragazzi.
Durante il suo incarico è stata una dei protagonisti della scoperta delle oscillazioni dei neutrini con l'esperimento OPERA iniziato con l'invio di neutrini da parte del CERN di Ginevra verso il Gran Sasso.
Il 31 marzo del 2010 il presidente della Repubblica Italiana Giorgio Napolitano l'ha insignita dell'onorificenza di Commendatore al merito della Repubblica Italiana.
Per il triennio 2013 – 2016 entra nel consiglio di amministrazione dell'Università degli Studi Roma Tre.
Attualmente fa parte del team che partecipa all'esperimento JUNO, sempre sulla fisica dei neutrini, un enorme apparato sotterraneo in costruzione nella Cina meridionale a 43 km dalla città di Kaiping nella provincia di Guangdong che sarà operativo nel 2020.

## Opere
- Il fantasma dell'universo, Carocci Editore, 2015, ISBN 9788843075188
- La via della seta. La fisica da Enrico Fermi alla Cina. Di Renzo Editore, 2017, ISBN 9788883233173
- Una storia di successo. L'Istituto Nazionale di Fisica Nucleare. Di Renzo Editore, 2022, ISBN 9788883234866